# Сусныйос
Сусныйос (Сисиний, Суснойос; 1572 – 17 сентября 1632) — царь Абиссинии (1606—1632), с тронным именем Malak Sagad III;  коронован 18 марта 1608 года.
Первые три года правления Сусныйоса прошли в постоянных смутах; некоторое время ему пришлось даже жить у галласов. Сусныйос вел постоянные внешние войны и усмирял мятежи; отражал галла и смирял фалаша — иудействующих абиссинцев.
Сусныйос распространил влияние своё к северу до Албасы и Така, к югу — до Энарги. Он обратился в унию под влиянием иезуитов, которые сумели овладеть его симпатиями и доверием и выстроили ему несколько каменных мостов и дворец. Подданных своих, желавших остаться верными родной вере, царь всячески притеснял и стал распространять католицизм среди окрестных племен. В результате произошли восстания и смуты; наконец, Сусныйос, уступая совету своего сына, провозгласил в стране свободу вероисповедания. Однако Сусныйос уже не владел положением и вынужден был также отказаться от престола.
14 июня 1632 года Сусныйоса на троне сменил новый император — Фасиледэс.